# Leptotyphlops
Leptotyphlops är ett släkte av ormar som ingår i familjen äkta blindormar.
Arterna är små och smala. De förekommer i Afrika, på Arabiska halvön och i angränsande regioner. Släktets medlemmar lever i det översta jordlagret och äter främst termiter.

## Dottertaxa tillLeptotyphlops, i alfabetisk ordning[1]
- Leptotyphlops adleri
- Leptotyphlops aethiopicus
- Leptotyphlops affinis
- Leptotyphlops albifrons
- Leptotyphlops albipuncta
- Leptotyphlops albiventer
- Leptotyphlops alfredschmidti
- Leptotyphlops algeriensis
- Leptotyphlops anthracinus
- Leptotyphlops asbolepis
- Leptotyphlops australis
- Leptotyphlops bicolor
- Leptotyphlops bilineatus
- Leptotyphlops blanfordi
- Leptotyphlops borapeliotes
- Leptotyphlops borrichianus
- Leptotyphlops boueti
- Leptotyphlops boulengeri
- Leptotyphlops braccianii
- Leptotyphlops brasiliensis
- Leptotyphlops bressoni
- Leptotyphlops brevissimus
- Leptotyphlops broadleyi
- Leptotyphlops burii
- Leptotyphlops cairi
- Leptotyphlops calypso
- Leptotyphlops collaris
- Leptotyphlops columbi
- Leptotyphlops conjunctus
- Leptotyphlops cupinensis
- Leptotyphlops debilis
- Leptotyphlops diaplocius
- Leptotyphlops dimidiatus
- Leptotyphlops dissimilis
- Leptotyphlops distanti
- Leptotyphlops drewesi
- Leptotyphlops dugandi
- Leptotyphlops dulcis
- Leptotyphlops emini
- Leptotyphlops erythraeus
- Leptotyphlops filiformis
- Leptotyphlops fuliginosus
- Leptotyphlops goudotii
- Leptotyphlops gracilior
- Leptotyphlops greenwelli
- Leptotyphlops guayaquilensis
- Leptotyphlops howelli
- Leptotyphlops humilis
- Leptotyphlops ionidesi
- Leptotyphlops jacobseni
- Leptotyphlops joshuai
- Leptotyphlops keniensis
- Leptotyphlops koppesi
- Leptotyphlops labialis
- Leptotyphlops leptipilepta
- Leptotyphlops longicaudus
- Leptotyphlops macrolepis
- Leptotyphlops macrops
- Leptotyphlops macrorhynchus
- Leptotyphlops macrurus
- Leptotyphlops maximus
- Leptotyphlops mbanjensis
- Leptotyphlops melanotermus
- Leptotyphlops melanurus
- Leptotyphlops munoai
- Leptotyphlops narirostris
- Leptotyphlops nasalis
- Leptotyphlops natatrix
- Leptotyphlops nicefori
- Leptotyphlops nigricans
- Leptotyphlops nigroterminus
- Leptotyphlops nursii
- Leptotyphlops occidentalis
- Leptotyphlops parkeri
- Leptotyphlops pembae
- Leptotyphlops perreti
- Leptotyphlops peruvianus
- Leptotyphlops phillipsi
- Leptotyphlops pungwensis
- Leptotyphlops pyrites
- Leptotyphlops reticulatus
- Leptotyphlops rostratus
- Leptotyphlops rubrolineatus
- Leptotyphlops rufidorsus
- Leptotyphlops salgueiroi
- Leptotyphlops scutifrons
- Leptotyphlops septemstriatus
- Leptotyphlops signatus
- Leptotyphlops striatula
- Leptotyphlops subcrotillus
- Leptotyphlops sundewalli
- Leptotyphlops sylvicolus
- Leptotyphlops tanae
- Leptotyphlops teaguei
- Leptotyphlops telloi
- Leptotyphlops tenellus
- Leptotyphlops tesselatus
- Leptotyphlops tricolor
- Leptotyphlops undecimstriatus
- Leptotyphlops unguirostris
- Leptotyphlops vellardi
- Leptotyphlops weyrauchi
- Leptotyphlops wilsoni